# Marie zu Hohenlohe-Waldenburg-Schillingsfurst

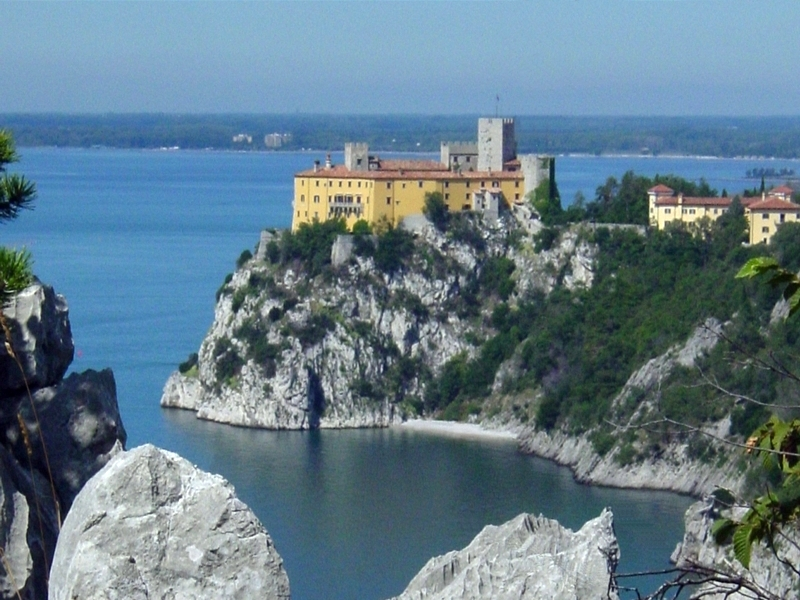
Kasteel Duino

Marie Elisabeth Caroline Anne Léopoldine Polyxène Catherine Thérèse Raymonde prinses zu Hohenlohe-Waldenburg-Schillingsfurst (Venetië,  28 december 1855 - Loučeň, 16 februari 1934) was een lid van de vorstelijke familie von Hohenlohe, mecenas en bevriend met Rainer Maria Rilke en Louis Couperus.

## Biografie
Hohenlohe was een lid van de vorstelijke tak van de familie Hohenlohe-Waldenburg-Schillingsfurst en een dochter van Egon prins von Hohenlohe-Waldenburg-Schillingsfurst (1819-1865) en Therese gravin von Thurn-Hofer und Valsassina (1815-1893). Haar moeder was erfgename van het kasteel Duino dat later zou vererven op een zoon van Hohenlohe, Alexander della Torre e Tasso, 1e hertog van kasteel Duino (1881-1937) en stichter van het Italiaanse adellijke huis Della Torre e Tasso; het kasteel is sinds 1986 in bezit van een kleinzoon van Alexander.
Hohenlohe trouwde in 1875 te Venetië met Alexander prins von Thurn und Taxis, heer van Dobrawitz, Loučeň, Mzell en Duino (1851-1939), lid van de familie Thurn und Taxis; uit dit huwelijk werden drie zonen geboren.

### Rilke
Op 10 december 1909 nam Hohenlohe in Parijs het initiatief om de door haar bewonderde dichter, Rainer Maria Rilke, bij haar op haar hotelkamer in Parijs uit te nodigen. De eerste ontmoeting vond daar plaats op 13 december 1909, waarbij ook de dichteres Anna de Noailles aanwezig was. Het werd het begin van een lange vriendschap die tot het overlijden van Rilke in 1926 duurde. Hohenlohe heeft Rilke verscheidene malen bij haar uitgenodigd, met name op haar kasteel Duino. Daar begon Rilke aan wat de Duineser Elegien zouden worden, waarmee hij 1912 begon en in 1922 voltooide; hij heeft, zo getuigt de briefwisseling, er verschillende al vanaf het begin op Duino aan Hohenlohe voorgelezen. Daarenboven droeg Rilke zijn enige roman, Die Aufzeichnungen des Malte Laurids Brigge aan haar op.
Na het overlijden van Rilke ordende de prinses de omvangrijke briefwisseling met Rilke. Daarnaast schreef zij naar aanleiding daarvan haar herinneringen aan de dichter als een soort van bijlage op. De oorspronkelijk in het Frans geschreven herinneringen verschenen eerst in 1932 in het Duits, in 1936 pas in het Frans.

### Couperus
Marie von Thurn und Taxis schreef over Couperus aan Rilke. Zij ontmoette Couperus in 1919 in Den Haag toen haar zoon Alexander daar zaakgelastigde van het net ontstane Tsjecho-Slowakije was. Zij beschrijft Couperus aan Rilke als volgt: "Couperus selbst ist rasend unterhaltend und interessant aber zu komisch – un gros Monsieur d'un certain âge, membru et ventru, chauve, un visage large, rouge, rasé, des mains énormes – et des petits gestes précieux de bayadère" (brief 326 van 4 januari 1921 aan Rilke). In die brief schreef ze ook dat ze zeer uitzag naar de vertaling van Couperus' roman Iskander. Na een vraag van Rilke beval ze hem de volgende werken aan: "Comödianten, Heliogabalus, Babel". Nog in het laatste levensjaar schreef de prinses over Couperus aan Rilke: "Dann lese ich einiges wunderschönes von Couperus der wirklich manchmal an Dostoïevsky erinnert" (brief 438 van 15 januari 1926).
In 1934 overleed Marie von Thurn und Taxis-Hohenlohe op het stamslot van de familie van haar man, in Loučeň.